# NBC T.3
A NBC T.3 é uma norma brasileira de contabilidade técnica, aprovada em 1990 pelo Conselho Federal de Contabilidade, em sua Resolução CFC 686/90, e revogada em 2010.
Essa norma regulamenta a estrutura e nomenclatura das demonstrações contábeis, a saber:
1. Balanço Patrimonial
2. Demonstração do resultado do exercício (DRE)
3. Demonstração de lucros e prejuízos acumulados
4. Demonstração das mutações do patrimônio líquido (DMPL)
5. Demonstração das origens e aplicações dos recursos (DOAR)

Esta norma tem como finalidade padronizar, no Brasil, a forma como são elaborados os referidos demonstrativos, bem como as nomenclaturas usadas para as contas, evitando assim interpretações dúbias e diferenças significativas nos demostrativos publicados pelas diversas empresas.